# Boris Pinson
Boris Dawidowicz Pinson (ros. Борис Давидович Пинсон, ur. 1892 w Witebsku, zm. 23 listopada 1936) – radziecki działacz partyjny i państwowy.

## Życiorys
Urodził się w rodzinie żydowskiej, miał wykształcenie wyższe. W 1907 wstąpił do SDPRR, 1912 został aresztowany i skazany na zesłanie do Witebska pod nadzór policji, 1913 ponownie aresztowany, zbiegł. W 1914 ponownie aresztowany, skazany na zesłanie do guberni jenisejskiej, skąd zbiegł, 9 listopada 1917 został przewodniczącym Witebskiego Komitetu Wojskowo-Rewolucyjnego, później komisarzem pracy Rady Komisarzy Ludowych obwodu zachodniego i szefem Wydziału Politycznego Armii Zapasowej. W marcu 1921 został sekretarzem odpowiedzialnym witebskiego gubernialnego komitetu RKP(b), do 123 kierował Wydziałem Agitacyjno-Propagandowym Syberyjskiego Biura KC RKP(b), od grudnia 1923 do stycznia 1924 był sekretarzem odpowiedzialnym Tatarskiego Komitetu Obwodowego RKP(b). Od 1924 kierował Wydziałem Agitacyjno-Propagandowym Syberyjskiego Krajowego Komitetu RKP(b), od października 1934 był starszym inspektorem Inspekcji Sojuzbieftesbyta Ludowego Komisariatu Przemysłu Ciężkiego ZSRR, potem do maja 1936 inspektorem Kazachskiego Krajnieftesbyta w Ałma-Acie.
12 maja 1936 został aresztowany, 4 listopada 1936 skazany na śmierć przez Wojskowe Kolegium Sądu Najwyższego ZSRR pod zarzutem kontrrewolucyjnej działalności terrorystycznej i następnie rozstrzelany. 14 listopada 1957 pośmiertnie zrehabilitowany.